# Castelo (Espírito Santo)
Castelo é um município brasileiro localizado no sul estado do Espírito Santo, estando a uma altitude de 100 metros. Segundo o Censo do IBGE em 2022, a população do município é de 36.930 habitantes, tornando-se o quarto município mais populoso do sul capixaba. Devido às elevadas altitudes que cercam sua cidade, ela possui uma grande concentração urbana verticalizada, destacando-se como a 16ª cidade mais vertical do país e a 3ª no estado. 
Localizada ao sul, é uma provinciana cidade do Espírito Santo. Sua população descende predominantemente de italianos das províncias do nordeste da Itália. Seu índice de desenvolvimento humano (IDH) é 0,762 (médio alto), estando na 16ª posição entre os 78 municípios do estado.
O município tem seu relevo bastante acidentado, com temperatura média de 22 °C.

## História
Castelo foi inicialmente, como a maioria do território brasileiro, povoado por índios, estes, da etnia Botocudos e Puris que habitavam as montanhas e vales da região.
Os registros iniciais da colonização, no início do século XVIII, surge das viagens às minas gerais e da procura de ouro pelos mineradores em busca deste metal nobre. Porém a vida dos destemidos desbravadores não era nada fácil, devido aos embates com os nativos que viam suas terras serem invadidas por estranhos.
A colonização se originou especificamente na Serra do Castelo, que mais tarde daria nome à cidade, assim chamada devido a formação dos montes e vales que lembravam os castelos medievais europeus. Neste local foram encontrado os primeiros vestígios do mineral, sendo pioneiro nesta atividade extrativista o minerador Pedro Bueno Cacunda, que viria posteriormente a viver no seu Arraial de Santana. Os conflitos entre os índios e mineradores não findariam por ai. Após 1770 a crise entre os nativos e os invasores se acirraram de tal maneira que os primeiros se refugiaram na gruta do Limoeiro e logo ofereceram resistência aos desbravadores, expulsando-os para as regiões vizinhas em direção à vila de Itapemirim, acompanhando o curso do rio Caxixe, aproximadamente nas imediações da Fazenda do Centro, que viria a receber esse nome posteriormente.
Por volta de 1845 os primeiros fazendeiros da região, iniciando a exploração agrícola nas margens do rio Castelo e do Caxixe, já utilizando nesse período a mão de obra escrava, impulsionaram sobremaneira o desenvolvimento da localidade.
A partir de então, a Fazenda do Centro passou de arraial de mineração à qualidade de povoado servido de capela, senzala, engenho, paióis de café. Ressalte-se que essa propriedade foi posteriormente palco daquela que seria a primeira reforma agrária no Brasil com a aquisição da Fazenda pelos padres agostinianos que, tempos depois, a repassariam, em pequenas propriedades, a imigrantes italianos. A fazenda do Centro encontra-se exposta à visitações onde podemos ver e estar em um grande ícone do passado, história, "escravatura".
O distrito de Castelo foi criado em 31 de julho de 1881, pertencendo assim ao município de Cachoeiro de Itapemirim, vindo a conseguir sua autonomia administrativa em 25 de dezembro de 1928, junto ao distrito de Conceição do Castelo, atualmente emancipado e também originado o município de Venda Nova do Imigrante que outrora não havia figurado como distrito de Cachoeiro.
No ano de 1887, quando Castelo ainda era um distrito, a estatal Cia. Lloyd Brasileiro construiu um ramal ferroviário que o ligava à sede do município de Cachoeiro de Itapemirim, para o escoamento da produção cafeeira da região (que vivia em seu auge) além do transporte de passageiros, sobretudo, os imigrantes italianos recém-chegados. Em 1903, o ramal foi repassado para a Estrada de Ferro Leopoldina, que acompanhou toda a transição local de distrito para município e o manteve ativo até o dia 6 de dezembro de 1963. Por exigência de um decreto federal, o então Ramal de Castelo foi erradicado do município em 1968, fato que gerou muita controvérsia e mal-estar entre os seus moradores, pois além deste não possuir na época uma estrada pavimentada, acabou por isolá-lo dos grandes centros comerciais, afetando toda sua produção cafeeira. A estação de trens da cidade foi demolida no início dos anos 1970.

## Geografia
Coberto pelo relevo de rochas cristalinas, com terreno acidentado pelas derivações da Serra da Mantiqueira, a cidade exibe diversas belezas naturais: Forno Grande, Serra da Povoação, da Estrela do Norte, da Prata, do Pontão e Sete Voltas.O ponto culminante é o Pico do Forno Grande, um afloramento rochoso com cerca de 2,039 mts de altitude situado no Parque Estadual do Forno Grande. Do cume avista-se o Pico da Bandeira de um lado e o mar e as cidades litorâneas do outro.
No município há também o Parque Estadual de Mata das Flores, com remanescentes da Mata Atlântica. Assim como o Parque Estadual do Forno Grande, também é administrado pelo IEMA.